# Baruunturuun (Uvs)
Baruunturuun (mongol cyrillique : Баруунтуруун сум, Baruunturuun sum) est un sum de l'aïmag (province) d'Uvs dans l’ouest de la Mongolie. Sa capitale est Baruunturuun.